# Commedia all'italiana

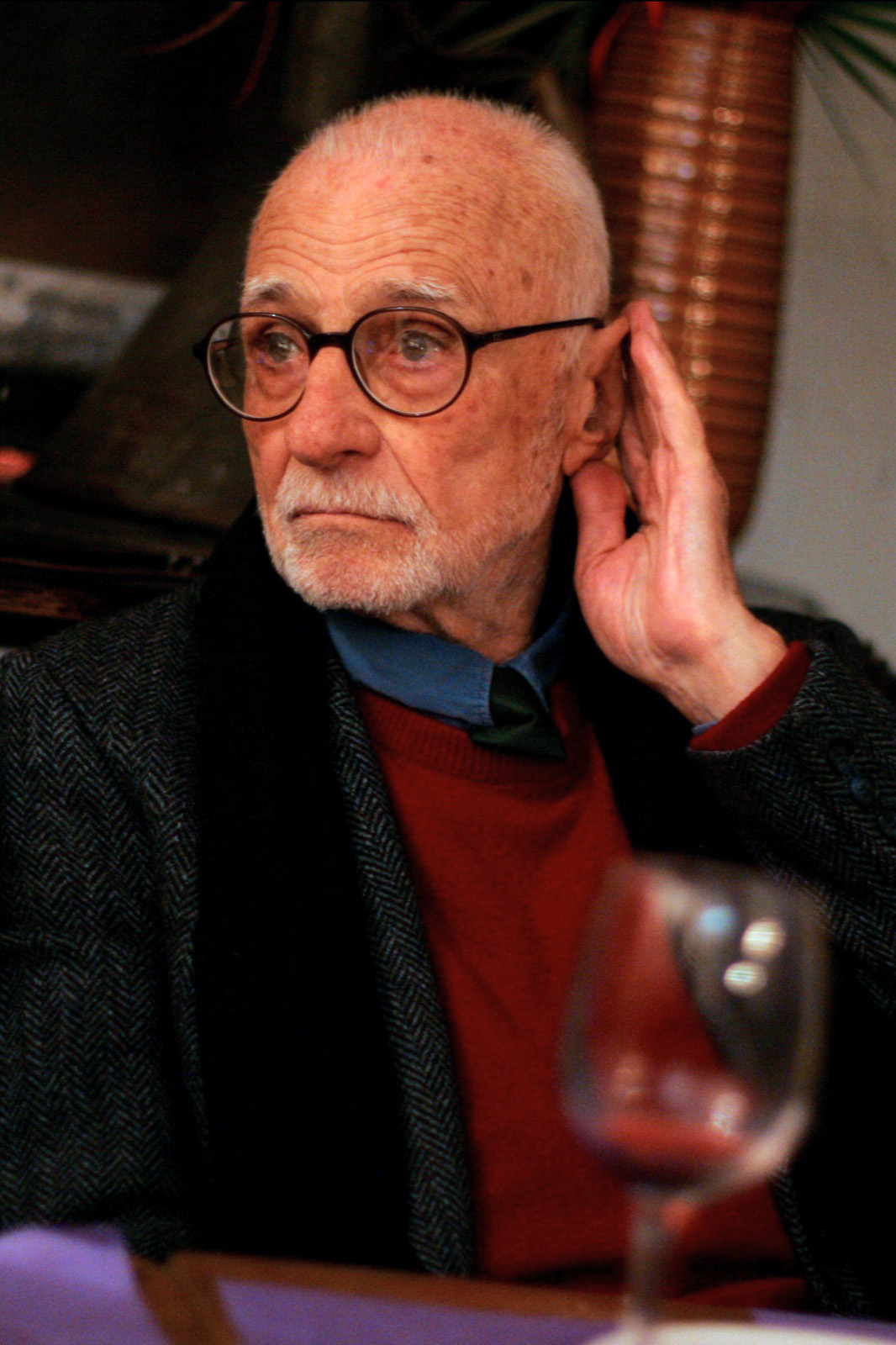
Retrato del director de cine Mario Monicelli, uno de los representantes del género Commedia all'italiana

Commedia all'italiana es el término con el que se denomina a un género cinematográfico nacido en Italia a inicio de la década de los cincuenta y que se extendió hasta principio de la década de los ochenta. La expresión fue tomada parafraseando al título de uno de los mayores éxitos del género, Divorcio a la italiana.
Más que un género específico, el término indica un periodo durante el cual la industria italiana de cine producía muchas comedias de éxito, con algunas características comunes como las maneras satíricas, con connotaciones absurdas y grotescas, el foco en "asuntos" sociales picantes del periodo (temas sexuales, divorcio, contracepción, matrimonio del clero, el crecimiento económico del país y sus diversas consecuencias, la influencia religiosa tradicional de la Iglesia católica) y un prevalente encuadre de la clase media, a menudo caracterizado por un fondo sustancial de tristeza y crítica social que diluyó los contenidos cómicos.

## Representantes principales
- Actuación: Alberto Sordi, Vittorio Gassman, Marcello Mastroianni, Ugo Tognazzi, Raimondo Vianello, Nino Manfredi, Sofia Loren, Gino Cervi, Walter Chiari, Aroldo Tieri, Franca Valeri, Stefania Sandrelli, Gastone Moschin, Monica Vitti, Claudia Cardinale, Carla Gravina, Adolfo Celi, Carlo Giuffré, Aldo Giuffré, Lando Buzzanca, Gina Lollobrigida, Totò, Enrico Maria Salerno, Giancarlo Giannini, Mariangela Melato, Paolo Villaggio

- Dirección: Mario Monicelli, Luigi Comencini, Nanni Loy, Pasquale Festa Campanile, Ettore Scola, Pietro Germi, Antonio Pietrangeli, Dino Risi, Steno, Lina Wertmüller.

- Guiones: Age y Scarpelli, Benvenuti y De Bernardi, Rodolfo Sonego.

## Películas
- Totò a colori, 1952,de Steno, con Totò, Rocco D'Assunta, Virgilio Rienti y Luigi Pavese.
- Pane, amore e fantasia, 1953, de Luigi Comencini, con Gina Lollobrigida, Marisa Merlini, Roberto Risso y Vittorio De Sica.
- Un americano a Roma, 1954, de Steno, con Alberto Sordi y Maria Pia Casilio.
- Totò, Peppino e la malafemmina, 1956, de Camillo Mastrocinque, con Totò, Peppino De Filippo, Vittoria Crispo y Teddy Reno.
- I soliti ignoti, 1958, de Mario Monicelli, con Vittorio Gassman, Marcello Mastroianni, Renato Salvatori y Totò.
- La Gran Guerra, 1959, de Mario Monicelli, con Vittorio Gassman, Alberto Sordi y Silvana Mangano.
- Tutti a casa, 1960, de Luigi Comencini, con Alberto Sordi y Serge Reggiani.
- Adua e le compagne, 1960, de Antonio Pietrangeli, con Simone Signoret, Marcello Mastroianni y Sandra Milo.
- Una vita difficile, 1961, de Dino Risi, con Alberto Sordi y Lea Massari.
- Divorcio a la italiana, 1962, de Pietro Germi, con Marcello Mastroianni, Daniela Rocca, Stefania Sandrelli y Leopoldo Trieste.
- Il sorpasso, 1962, de Dino Risi, con Vittorio Gassman y Jean-Louis Trintignant.
- Una storia moderna: l'ape regina, 1963, de Marco Ferreri, con Ugo Tognazzi y Marina Vlady.
- I mostri, 1963, de Dino Risi, con Ugo Tognazzi y Vittorio Gassman.
- Ieri, oggi, domani, 1963, de Vittorio de Sica, con Marcello Mastroianni, Sophia Loren, Aldo Giuffrè y Tina Pica.
- Sedotta e abbandonata, 1964, de Pietro Germi, con Saro Urzì, Leopoldo Trieste y Stefania Sandrelli.
- L'ombrellone, 1965, de Dino Risi, con Enrico Maria Salerno y Sandra Milo.
- Signore & signori, 1965, de Pietro Germi, con Virna Lisi y Gastone Moschin.
- Io la conoscevo bene, 1965, de Antonio Pietrangeli, con Stefania Sandrelli, Nino Manfredi, Ugo Tognazzi, Robert Hoffmann y Enrico Maria Salerno.
- L'armata Brancaleone, 1966, de Mario Monicelli, con Vittorio Gassman, Enrico Maria Salerno y Gian Maria Volontè.
- Il medico della mutua, 1968, de Luigi Zampa, con Alberto Sordi.
- Amore mio aiutami, 1969, de Alberto Sordi, con Alberto Sordi, Monica Vitti, Silvano Tranquilli y Laura Adani.
- Dramma della gelosia: tutti i particolari in cronaca, 1970, de Ettore Scola, con Marcello Mastroianni, Monica Vitti, Giancarlo Giannini y Manolo Zarzo.
- Il merlo maschio, 1971, de Pasquale Festa Campanile, con Laura Antonelli y Lando Buzzanca.
- In nome del popolo italiano, 1971, de Dino Risi, con Ugo Tognazzi y Vittorio Gassman.
- Mimì metallurgico ferito nell'onore, 1972, de Lina Wertmüller, con Agostina Belli, Giancarlo Giannini y Mariangela Melato.
- Pane e cioccolata, 1973, de Franco Brusati, con Nino Manfredi y Anna Karina.
- Polvere di stelle, 1973, de Alberto Sordi, con Alberto Sordi, Monica Vitti y John Philip Law.
- C'eravamo tanto amati, 1974, de Ettore Scola, con Vittorio Gassman, Nino Manfredi y Stefania Sandrelli.
- Amici miei, 1975, de Mario Monicelli, con Ugo Tognazzi, Gastone Moschin, Philippe Noiret y Adolfo Celi.
- Pasqualino Settebellezze, 1975, de Lina Wertmüller, con Giancarlo Giannini, Fernando Rey, Shirley Stoler, Elena Fiore, Piero Di Iorio, Lucio Amelio y Roberto Herlitzka.
- Signore e signori, buonanotte, 1976, de Luigi Comencini, Nanni Loy, Luigi Magni, Mario Monicelli y Ettore Scola, con Vittorio Gassman, Nino Manfredi, Marcello Mastroianni, Ugo Tognazzi, Paolo Villaggio, Senta Berger y Adolfo Celi.
- La stanza del vescovo, 1977, de Dino Risi, con Ugo Tognazzi, Ornella Muti y Patrick Dewaere.
- Fatto di sangue fra due uomini per causa di una vedova, si sospettano moventi politici, 1978, de Lina Wertmüller, con Sofia Loren, Marcello Mastroianni y Giancarlo Giannini.
- Letti selvaggi, 1979, de Luigi Zampa, con Monica Vitti, Michele Placido, Roberto Benigni, Ursula Andress, Laura Antonelli y Orazio Orlando.
- La terrazza, 1980, de Ettore Scola, con Vittorio Gassman, Ugo Tognazzi, Jean-Louis Trintignant, Serge Reggiani, Stefano Satta Flores, Stefania Sandrelli, Carla Gravina, Ombretta Colli, Milena Vukotic y Ugo Gregoretti.